# Nick Cutter et les Portes du temps
Pour les articles homonymes, voir Cutter.
Nick Cutter et les Portes du temps puis Les Portes du temps à partir de la quatrième saison (intitulé Les Portes du temps : Une nouvelle ère au générique ou Primeval : Les Portes du temps sur NRJ 12) ou Primitif au Québec (Primeval) est une série télévisée britannique en 36 épisodes de 45 minutes créée par Adrian Hodges (en) et Tim Haines (en), diffusée entre le 10 février 2007 et le 28 juin 2011 sur ITV1.
En France, la première saison a été diffusée à partir du 29 décembre 2007 sur M6 puis rediffusée dès le 23 décembre 2008 sur W9, à partir du 28 octobre 2009 sur Téva, dès le 16 février 2011 sur TF6 et à partir du 10 mars 2013 sur 6ter. Les quatre dernières saisons sont diffusées entre le 2 janvier 2009 et le 21 mars 2012 sur NRJ 12 ainsi qu'entre le 3 mai 2011 et le 10 octobre 2011 sur Syfy. Au Québec, elle a été diffusée à partir du 24 novembre 2008 sur Ztélé, en Belgique [Quand ?] sur BeTV ainsi que sur La Deux.

## Synopsis
Des créatures d'autres époques (futur et passé) apparaissent aux quatre coins de l'Angleterre. Entre plusieurs époques des portes temporelles s’ouvrent d’un coup, sans explication. Bon nombre d'animaux disparus depuis plusieurs millions d'années et non apparus aujourd'hui réapparaissent et sèment le trouble dans la ville.
Le paléontologue Nick Cutter a pour mission de créer une équipe de chercheurs pour étudier et comprendre ces évènements. Son équipe et lui-même devront tout faire pour empêcher ces portails nommés « anomalies spatio-temporelles » de réapparaître. Et il essayera de retrouver son épouse, Helen disparue huit ans avant l'apparition de ces créatures et anomalies…

## Distribution

### Acteurs principaux
- Douglas Henshall (VF : Serge Faliu) : Professeur Nick Cutter (1.01 à 3.03)
- James Murray (VF : Alexandre Gillet) : Stephen James Hart (1.01 à 2.07)
- Lucy Brown (VF : Ariane Deviègue) : Claudia Brown (1.01 à 1.06) / Jennifer « Jenny » Lewis (2.01 à 3.05 et 4.06)
- Andrew Lee Potts (VF : Emmanuel Garijo) : Connor Temple
- Hannah Spearritt (VF : Laëtitia Godès) : Abigail « Abby » Sarah Maitland
- Juliet Aubrey (VF : Marjorie Frantz) : Helen Cutter (1.01 à 3.10)
- Ben Miller (VF : Jérôme Keen) : Sir James Peregrine Lester
- Jason Flemyng (VF : Patrick Delage) : Danny Quinn (3.02 puis 3.04 à 3.10 et 4.07)
- Laila Rouass (VF : Claire Guyot) : Sarah Page (3.01 à 3.10)
- Alexander Siddig (VF : Jean-Louis Faure) : Sir Philip Burton (4.01 à 5.06)
- Ben Mansfield (VF : Benjamin Pascal) : le capitaine Hilary James Becker (3.01 à 5.06)
- Ciaran McMenamin (VF : Antoine Doignon) : Matthew « Matt » Anderson (4.01 à 5.06)
- Ruth Kearney (VF : Julie Turin) : Jessica « Jess » Parker (4.01 à 5.06)

### Acteurs récurrents
- Jake Curran (VF : Marc Saez) : Tom - étudiant (saison 1)
- Mark Wakeling (en) (VF : Pascal Massix) : capitaine Tom Ryan - Militaire (saison 1)
- James Bradshaw (en) (VF : Philippe Vincent) : Duncan - étudiant (saisons 1 et 4)
- Karl Theobald (VF : Pascal Germain) : Oliver Leek (saison 2)
- Naomi Bentley (en) (VF : Alexandra Garijo) : Caroline Steel - femme fatale (saison 2)
- Robert Daniel Lowe (en) : Jack Maitland - frère d'Abby (saison 3)
- Belinda Stewart-Wilson (en) (VF : Vanina Pradier) : Christine Johnson (saison 3)
- Jonathan Byrne : Ethan Dobrowski / Patrick Quinn - voyageur dans le temps (saison 4)
- Anton Lesser (VF : Jean-Philippe Puymartin) : Gideon - père de Matt Anderson (saison 4)
- Ruth Bradley (VF : Laurence Sacquet) : Lady Emily Merchant (4.03 à 4.07 puis 5.03 à 5.06)
- Janice Byrne (VF : Nathalie Spitzer) : April Leonard - assistante de Philip Burton chez Prospero (saison 5)
- Alex McSweeney.
Version française
  - Société de doublage : Dubbing Brothers[2]
  - Direction artistique : Perrette Pradier[3]
  - Adaptation des dialogues : Françoise Lévy et Laurence Fatteley[3]
  - Enregistrement et mixage : Antoine Gien, Hamid Naghibi et Patrick Tonarelli[3]

 Source et légende : version française (VF) sur RS Doublage , Doublage Séries Database, et le carton de doublage.

## Production

### Développement
La série créée par Tim Haines et Adrian Hodges en 2007 a d'abord été nommée Primaeval[réf. souhaitée] puis est devenue Primeval. Le producteur est Cameron McAllister et le studio Impossible Pictures pour ITV1. La première saison a bénéficié d’un énorme budget de 6 millions de Livres Sterling.
Le réseau ITV, après avoir annoncé l'annulation de Nick Cutter faisant face à des difficultés financières, a conclu un accord avec UKTV et a annoncé le renouvellement de la série pour deux saisons supplémentaires composées respectivement de 7 et de 6 épisodes. Elles sont diffusées, au Royaume-Uni, début 2011 sur ITV1 pour la quatrième saison, et mi-2011 sur UKTV pour la cinquième saison.

### Tournage
La série est tournée :
- aux Îles Canaries en Espagne :
  - La Palma : El Pilar (1.01, 1.06, ère permienne) ;
  - Fuerteventura : Parc Naturel de Betancuria (2.01, désert du Crétacé), Parc Naturel de Jandia (2.04, ère des "phoques" du futur), Les dunes de Corralejo (2.05, désert silurien) ;
  - Gran Canaria : Parc Naturel Pilancones (3.10, époque "333" traversée par Hélène) ;
- dans la Prison de Kilmainham à Dublin ;
- à Londres en Angleterre (Royaume-Uni)[5].

### Fiche technique
- Titre original : Primeval
- Titre français : Nick Cutter et les Portes du temps (saisons 1 à 3) (France et Belgique) / Les Portes du temps (saisons 4 et 5) (France)
- Titre québécois : Primitif
- Autres titres : Invasión jurásica (Espagne), Hul igennem (Danemark), Őslények kalandorai (Hongrie), Primeval - Rückkehr der Urzeitmonster (Allemagne), Sily pierwotne (Pologne)
- Création : Adrian Hodges (en) et Tim Haines (en)
- Réalisation : Cillia Ware, Jamie Payne, Mark Everest, Andrew Gunn, Nick Murphy, Richard Curson Smith, Tony Miichell, Matthew Thompson et Robert Quinn
- Scénario : Tim Haines, Adrian Hodges, Paul Mousley, Steve Bailie, Bev Doyle, Richard Kurti, Cameron McAllister et Paul Farrell
- Direction artistique : Jane Broomfield (2007), Madelaine Leech (2008) et Richard Feld (2009-2011)
- Décors : Anthony Cross (2007), Paul Cross (2008) et Michael Ralph (2009-2011)
- Costumes : Joey Attawia (2007), Jacky Levy (2008), Joe Hobbs (2009) et Gaby Rooney (2011)
- Photographie : Adam Suschitzky, Jake Polonsky, Graham Frake, Chris Hartley, Mike Spragg, Shane Daly et Tom Pridham
- Montage : Nick Arthurs, Richard Cox, Adam Recht, Liana Del Giudice, Jamie Trevill, Mark Gravil, Adam Trotman, Yan Miles et Emma Oxley
- Musique : Dominik Scherrer et Stephen McKeon
- Casting : Jill Trevellick, Gillian Reynolds et Suzy Catliff
- Production : Tim Bradley et Paul Frift, Donal Geraghty et Rebecca O'Flanagan (coproducteurs)
  - Production exécutive : Tim Haines, Adrian Hodges, Michael Treen, Cameron McAllister, Adam Browne et Danielle Brandon
- Société de production : ITV Productions, Impossible Pictures, Pro 7, Treasure Entertainment (Royaume-Uni) / M6 Films (France)
- Société de distribution : ITV (télévision), 2 Entertain Video (en) (DVD - Royaume-Uni) / M6 Métropole Télévision (télévision - France)
- Pays d'origine :  Royaume-Uni
- Langue originale : anglais
- Format : couleur - 1,75:1 - son stéréo
- Genre : Fantastique, science-fiction, d'action
- Durée : 45 minutes

 Sauf indication contraire, les informations mentionnées dans cette section peuvent être confirmées par la base de données cinématographiques IMDb,  présente dans la section « Liens externes ».

## Épisodes
La série comporte cinq saisons.

### Première saison (2007)
La première saison est composée de six épisodes.
- Diffusions originales
 Royaume-Uni : du 10 février 2007 au 17 mars 2007 sur ITV1
 France : du 29 décembre 2007 au 5 janvier 2008 sur M6

Résumé de la saison
Le professeur Cutter est contacté par un de ses étudiants pour étudier un phénomène inattendu : une étrange créature a été aperçue aux abords d'une forêt. Bien vite, Nick Cutter et la petite équipe de recherche qu'il vient de former vont découvrir que des animaux préhistoriques apparaissent aux quatre coins du Royaume-Uni via des failles spatio-temporelles, appelées « anomalies ». Cutter voit aussi en l'apparition de ces anomalies un moyen de retrouver sa femme, Helen, qu'il pense encore en vie, dans une autre époque.

### Deuxième saison (2008)
La deuxième saison est composée de sept épisodes.
- Diffusions originales
 Royaume-Uni : du 12 janvier 2008 au 23 février 2008 sur ITV1
 France : du 2 janvier 2009 au 16 janvier 2009 sur NRJ 12

Résumé de la saison
Nick Cutter se remet tout juste de ce qu'il vient de vivre : après une expédition dans le Permien qui a tourné au drame, il est revenu dans le présent où tout a changé à la suite d'un paradoxe temporel. Claudia Brown a mystérieusement disparu, remplacée par Jenny Lewis (qui lui ressemble comme deux gouttes d'eau). Le Home Office ne gère plus les anomalies, c'est l'affaire du Centre de Recherche sur les Anomalies, le CRA. L'assistant de James, Olivier Leek, complote avec Helen.

### Troisième saison (2009)
La troisième saison est composée de dix épisodes.
- Diffusions originales
 Allemagne : du 23 mars 2009 au 1er juin 2009 sur ProSieben
 Royaume-Uni : du 28 mars 2009 au 6 juin 2009 sur ITV1
 France : du 11 novembre 2009 au 9 décembre 2009 sur NRJ 12

Résumé de la saison
Tandis que l'équipe se remet de la mort de Stephen, Lester doit faire face à une « vieille connaissance » qui ressurgit dans sa vie, Christine Johnson. Helen Cutter réapparaît, et, ayant vu le futur catastrophique qui attend la Terre, elle décide de tout faire pour modifier le présent en détruisant l'humanité à sa source, et ainsi éviter que le monde ne devienne ce qu'il va devenir.

### Quatrième saison (2011)
La quatrième saison a été précédée par cinq webisodes qui expliquent partiellement l'année qui s'est écoulé depuis la fin de la saison 3.
La quatrième saison est composée de sept épisodes.
- Diffusions originales
 Royaume-Uni /  États-Unis : du 1er janvier 2011 au 5 février 2011 sur ITV1 / BBC America
 Canada : du 18 janvier 2011 au 1er mars 2011 sur Space
 France : du 3 mai 2011 au 17 mai 2011 sur Syfy puis sur NRJ 12

Résumé de la saison
Après avoir survécu un an dans le Crétacé, Connor et Abby parviennent à revenir au XXIe siècle. Durant leur absence, le CRA a dû se restructurer. De nouveaux visages ont fait leur apparition dans le bâtiment, et le couple va devoir s'habituer aux changements, alors que des anomalies apparaissent encore régulièrement.

### Cinquième saison (2011)
La cinquième saison est composée de six épisodes.
- Diffusions originales
 Royaume-Uni /  États-Unis: du 24 mai 2011 au 28 juin 2011 sur UKTV / sur BBC America
 France : du 26 septembre 2011 au 10 octobre 2011 sur Syfy puis sur NRJ 12[7]

Résumé de la saison
Philip Burton travaille avec Connor sur son mystérieux projet, ce qui ne fait que réveiller la curiosité et la méfiance de Matt et Abby. Pendant ce temps, les anomalies deviennent de plus en plus fréquentes, au point de décourager l'équipe. Philip aboutit à son projet révolutionnaire pour le bien de l'humanité, mais cela se transforme en catastrophe menaçant le monde entier.

## Univers de la série

### Les personnages

#### Personnages principaux
Professeur Nick Cutter
Il est paléontologue et leader de l'équipe du CRA. Il est plutôt posé, énergique en matière de travail et obsédé par la disparition de sa femme. Il est assassiné par Helen lors de la troisième saison.
Stephen Hart
C'est le meilleur ami de Cutter, il travaille aussi avec lui comme technicien de laboratoire. Il est audacieux, toujours prêt à rendre service. Il n'hésite pas à prendre des initiatives qui prêtent parfois à débats. Il sera utile pour son équipe, car il est chasseur et traqueur. Il cache un secret à Cutter qui lui sera révélé dans l'épisode 6 de la première saison. Stephen se sacrifie à la fin de la deuxième saison.
Claudia Brown / Jenny Lewis
Claudia Brown est employée par le département de l’Intérieur qui aide le groupe du professeur Cutter. Elle est chargée des relations extérieures et à un sérieux don pour manipuler les esprits. Elle éprouve des sentiments pour lui. Après que le passé ait été modifié, Nick Cutter revient dans un présent modifié sans Claudia. Nick Cutter la retrouve à nouveau, mais elle ne s'appelle plus Claudia Brown. Celle-ci est Jenny Lewis ne possédant aucun souvenir du passé de Claudia.
Helen Cutter
C'est l’épouse de Nick Cutter, tout comme lui paléontologue. Celle-ci a cependant décidé de voyager dans le temps pour prendre connaissance de ce phénomène et essayer de changer le monde à son image. Après avoir vu le futur catastrophique qui attend la Terre, elle décide de détruire l'humanité à sa source. Elle est tuée par un raptor lors de la troisième saison.
Connor Temple
C'est un étudiant en paléontologie devenant l'élève de Nick Cutter. Il possède aussi des connaissances en informatique et électronique. C'est le cerveau de l'équipe. Il est assez gauche, mais attachant pour le reste de l'équipe et reprend le travail de Nick sur les anomalies. Lui et Abby formeront un couple à partir de la quatrième saison.
Abigail « Abby » Maitland
Elle travaille en zoologie. Elle possède un don inné pour la connaissance des animaux et les arts martiaux. Elle se passionne pour le reptile « Rex » et le garde secrètement chez elle. Elle fait tourner la tête de bien des hommes malgré elle. Abby et Connor seront en couple à partir de la quatrième saison.
Sir James Lester
C'est un représentant du gouvernement, fondateur du CRA et responsable de l'équipe de Cutter. Sous ses airs sévères et vu son humour noir, il semble être un antagoniste de choix. Pourtant, bien que les relations entre lui et Cutter ont l'air tumultueuses, Lester est un personnage très attachant et surtout très rusé.
Capitaine Becker
Embauché par Lester dès la saison 3, Becker est militaire courageux, il supervise les opérations militaires sur le terrain.
Très cash, il n'hésitera pas à braver les ordres qu'on lui donne si l'équipe est en danger. Il aime qu'on le flatte un peu, mais reste un soldat fidèle à l'équipe de Cutter.
Danny Quinn
Cet ancien officier de police reprend la place de chef d'équipe lors de la troisième saison et disparaît en voulant arrêter Helen. Il finit par disparaître volontairement, après un court retour, dans une anomalie à la poursuite de son frère.
Sarah Page
Apparaissant uniquement dans la saison 3, Page est égyptologue. Elle sera d'une grande aide pour l'équipe quant aux recherches sur les anomalies. Elle meurt durant l'année où Abby et Connor sont coincés dans le crétacé.
Matthew « Matt » Anderson
C'est un ancien soldat diplômé en zoologie. Très posé et ne parlant pas beaucoup de lui, il devient le leader de l’équipe après le départ de Danny. On apprendra qu'il vient du futur.
Jessica « Jess » Parker
Elle est informaticienne et chargée des opérations extérieures. Elle a un faible pour Becker.
Emily Merchant
Elle vient de Londres de 1867 (XIXe siècle) après avoir traversée une anomalie. Elle restera par la suite avec l'équipe du CRA. Elle deviendra la petite amie de Matt.
Philip Burton
C'est le directeur de Prospero, les entreprises s'intéressant aux anomalies. Il est aussi scientifique et devient un partenaire économique du centre. On découvrira que c'était un associé d'Helen Cutter. Mais il finira par réalisé qu'elle l'a manipulé pour terminer son œuvre si elle venait à mourir. Il meurt dans la cinquième saison dans une « explosion » causée par son anomalie.

#### Personnages récurrents
Oliver Leek
À partir de la deuxième saison, Oliver Leek est chargé de superviser les opérations destinées à neutraliser les anomalies. Il emploie Caroline Steel pour espionner Connor et ses activités au CRA. Plus tard, on apprend qu'il est de mèche avec Helen Cutter. Après avoir tenté d'assassiner Lester avec un Prédateur qu'il contrôlait grâce à un implant neuronal, Oliver parvint à piéger et capturer Nick, Abby, Connor et Jenny. Il finit par enfermer et dénoncer Caroline à Connor et ses amis. À la fin de la saison 2, il est dévoré par ses Prédateurs sous les yeux de Lester après que Nick soit parvenu à détruire les implants.
Christine Johnson
Représentante du gouvernement. Elle meurt dévorée par un prédateur du futur.
Caroline Steel
Cette jeune femme rencontre Connor dans un vidéo club et l'aide à choisir des films d'horreur dans la saison 2. Elle est en fait une employée d'Oliver Leek chargée d'espionner Connor et ses activités au CRA. À la suite de leur rupture, elle tentera de tuer Rex, le Coelurosauravus adopté par Abby. Plus tard, dans le complexe d'Oliver, on découvre qu'elle ne savait strictement rien de ce que son employeur manigançait. C'est elle qui sauvera Rex d'une mort certaine après qu'il a reçu une balle. On n'entend plus parler d'elle après la saison 2.

### Créatures apparues au cours des saisons
| Saison | Épisode | Créature(s) | Contexte |
| ------ | ------- | --- | --- |
| 1      | 1       | Inostrancevia, Scutosaurus, Coelurosauravus                                                                                             | Une faille s'ouvre sur le Permien permettant à ces trois animaux d'arriver. L'Inostrancevia est tué, le Scutosaure est renvoyé dans son époque et le Coelurosauravus est "adopté" par Abby Maitland et Connor Temple. |
| 1      | 2       | Mesothelae (solifuge, "araignée géante"), Arthropleura (mille-pattes géant)                                                             | Une faille s'ouvre sur le Carbonifère dans le métro londonien. Les "araignées" retournent dans leur époque, le mille-pattes meurt électrocuté au XXIe siècle.                                                         |
| 1      | 3       | Mosasaurus (reptile marin), Hesperornis (oiseau marin du Crétacé)                                                                       | Une faille s'ouvre dans une piscine puis dans un lac. Les deux animaux retournent dans leur époque mais le Mosasaure se fait manger par un adulte de son espèce.                                                      |
| 1      | 4       | Dodo, Cestoda (vers parasite) | Quatre dodos arrivent au XXIe siècle, infectés par un parasite augmentant leur agressivité. La moitié meurt et l'autre moitié rentre à son époque.                                                                    |
| 1      | 5       | Ptéranodon (Reptile volant géant du Crétacé), Anurognathus (Petit ptérosaure)                                                           | Le ptéranodon sème la panique sur un terrain de golf et rentre à son époque, tandis que l'essaim d'Anurognathus meurt dans une explosion de gaz.                                                                      |
| 1      | 6       | Prédateur du futur (descendant direct des chauves-souris, ressemblant à un grand singe et doté d'une forte intelligence), Inostrancevia | L'Inostrancevia tue le prédateur du futur ainsi que ses petits (sauf deux). |
| 2      | 1       | Deinonychus | Trois individus débarquent dans un centre commercial et font plusieurs victimes. Un seul survivra. |
| 2      | 2       | "Vers géants" | Les vers issus du Précambrien vivent dans un environnement riche en vapeur de soufre. Ils sont tués en éliminant ces vapeurs.                                                                                         |
| 2      | 3       | Smilodon (Félin du Pléistocène) | Le smilodon est arrivé jeune par une faille et grandit au XXIe siècle, soignée par la codirectrice d'un parc d'attractions. Il se fait capturer par Leek.                                                             |
| 2      | 4       | "Mers" (primates marins du futur), requin du futur                                                                                      | Après avoir enlevé Abby Maitland, les Mers retournent à leur époque, où ils se font tuer lors d'une mission de sauvetage. Le requin est tué par l'équipe après avoir été découvert dans un canal.                     |
| 2      | 5       | "Scorpion géant", "Mille pattes géant"                                                                                                  | Les deux arthropodes arrivent du Silurien. Ils sont renvoyés à leur époque. |
| 2      | 6       | Mammouth de Colomb, "prédateur du futur"                                                                                                | Le mammouth est capturé par le CRA après avoir saccagé une autoroute. |
| 2      | 7       | Deinonychus, Prédateur du futur, Scutosaurus, Mer, Smilodon, Scorpion géant, Arthropleura et Coelurosauravus                            | Ils meurent tous sauf Rex. |

#### La troisième
Épisode 1 :
- Pristichampsus : Le Pristichampsus est un crocodilien de l'Eocène pouvant se tenir sur ses deux pattes arrière. Dans la série, il apparaît dans un musée d'égyptologie, Sarah Page l'a d'abord confondu avec Ammut. Il rentre à son époque.

Épisode 2 :
- Créature camouflée : Cette créature du futur est vraisemblablement un descendant des primates (sa tête ressemble à celle d'un aye-aye). Elle est capable de se camoufler et donc de disparaître presque surnaturellement. Elle apparaît dans une maison abandonnée. Alors qu'elle rentrait chez elle, elle revient dans notre époque, mais se fait tuer par Dany Quinn.

Épisode 3 :
- Diictodon : Petit reptile mammalien du Permien. Une meute franchit une anomalie dans un hôpital et détruit les câbles électriques en les rongeant. Ils rentrent tous à leur époque sauf deux, Sid, un mâle et Nancy, une femelle qui sont adoptés par Abby et Connor. Ce sont les seules créatures de la série, avec les Deinonychus qui présentent un dimorphisme sexuel.

Épisode 4 :
- Giganotosaurus : Grand carnivore du Crétacé (énorme théropode Carcharodontosauridé, l'un des plus grands prédateurs terrestres). Il sème la panique dans un aéroport en attaquant un avion. Il fait 6 victimes dont Nigel Marven et rentre à son époque en suivant Danny Quinn.
- Deinonychus : Un bébé qui rentre à son époque.

Épisode 5 :
- Créature champignon : Homme transformé en créature à la suite d'une infection par des spores d'un champignon du futur.

Épisode 6 :
- Phorusrhacos : Oiseau carnivore préhistorique mesurant près de trois mètres de haut.

Épisode 7 :
- Dracorex : Dinosaure pachycéphalosauridé du Crétacé. Il franchit une anomalie et se retrouve traqué par un chevalier, venu du Moyen Âge.

Épisode 8 :
- Megopteran : Insectes hyménoptères venus du futur qui pondent leurs œufs dans leurs victimes.
- Prédateur du futur : voir plus haut dans la saison 1.
- Larve d'insecte inconnue du futur.

Épisode 9 :
- Embolotherium : Rhinocéros préhistorique vivant à l'époque Oligocène.
- Prédateur du futur : voir plus haut dans la saison 1.

Épisode 10 :
- Prédateur du futur : voir plus haut dans la saison 1.
- Megopteran : voir plus haut dans la saison 3.
- Deinonychus : voir plus haut dans la saison 2.
- Australopithèque : Premier représentant de la grande branche des Hominidés.

#### La quatrième
Épisode 1 :
- Spinosaurus : Ce carnivore avait une mâchoire ressemblant à celle d'un gavial. Son épine dorsale lui servait à réguler sa température. Il est arrivé avec Abby et Connor dans la ville et traverse une anomalie ouverte dans son ventre après avoir avalé le prototype qui ouvre les anomalies. Dans la série, les Spinosaures sont très territoriaux et ne semblent pas considérer les humains comme des proies, mais plutôt comme des rivaux.
- Deinonychus : Un mâle Raptor apparaît et construit son nid. Il se fait tuer par le Spinosaure, en servant d'appât.
- Dracorex : Le Dracorex, qui n'avait pas pu retourner à son époque, s'est échappé de la ménagerie du CRA. C'est une femelle.

Épisode 2 :
- Kaprosuchus : Son nom vient de Kapros (grec) : sanglier et de souchos (grec) : crocodile. Il était apparu 5 ans plus tôt dans une maison, mais il s'est retrouvé dans les égouts en passant par les toilettes. Il a survécu en mangeant des rats, puis des sans-abris et il a finalement été tué.

Épisode 3 :
- Dinosaure arboricole : Ils apparaissent dans un théâtre. Ces créatures ont la particularité de se déplacer en sautant d'arbre en arbre. Ils ressemblent beaucoup aux Raptors. Emily les appelle les Grimpants (ou Treecreeper en VO).

Épisode 4 :
- Thérocéphale : Reptiles mammaliens ayant la particularité de paralyser leurs proies avec du venin. Ils ont établi leur nid dans le self d'un collège.

Épisode 5 :
- Labyrinthodonte : Aussi appelé Temnospondyles. Une famille d'amphibiens ayant vécu du Carbonifère jusqu'au Crétacé. Ils ne disposaient pas d'oreille externe et leur tête était relativement aplatie. On ne connait pas l'espèce qui apparait dans la série. Ils ne ressemblent à aucune espèce de Labyrinthodonte. Il est possible que ces animaux soient des représentants de l'espèce de plus de 7 mètres de long et peut-être plus connue seulement à partir d'un morceau de mâchoire, pas encore nommée, découvert au Lesotho dans des roches du Trias.

Épisode 6 :
- Hyaenodon : Carnivores féroces qui, malgré leur nom, n’étaient que de loin apparentés aux Canidés. Ils saccagent le mariage de Jenny Lewis. Ils viennent du Miocène.

Épisode 7 :
- Phorusrhacos : Oiseau aptère de trois mètres de haut, aussi apparus lors de la troisième saison. Il apparait dans une prison. L'individu sortant de l'anomalie dans la prison est borgne du côté gauche, on peut remarquer que l'un des oiseaux apparaissant dans la saison 3 se fait éborgner par Danny, c'est peut-être le même animal qui est réapparu dans la prison.

#### La cinquième
Épisode 1 :
- Insecte fouisseur géant : Cet arthropode venu du futur creuse de profondes galeries sous terre, et ne remonte à la surface que pour se nourrir. Ce sont probablement d'énormes criquets du futur de la famille des Gryllotalpidae, autrement appelés courtilières, qui vivent en groupe.

Épisode 2 :
- Pliosaure : Probablement Liopleurodon bien que beaucoup plus grand que n'importe quel autre Pliosauridés, (un Liopleurodon fait dans les 6 a 7 mètres de longueur, les plus grands fossiles avérés de Pliosauridés font, eux, environ 13 mètres, avec des rumeurs d'individus de près de 18 mètres, alors que ces Pliosaures approchent les 25 mètres), ces reptiles aquatiques du Mésozoïque, apparus au Jurassique et subsistant au Crétacé, étaient des prédateurs très voraces possédant une mâchoire très puissante.
- Théropode nageur, peut-être un Eustreptospondylus : Il ressemble à un Raptor et semble savoir nager en eau peu profonde. Il pesait le poids d'un lion et sa gueule énorme possédait un grand nombre de petites dents tranchantes. C'est un jeune qui apparaît dans un sous-marin.

Épisode 3 :
- Deinonychus : voir plus haut dans la saison 2. Dans cet épisode, ce Raptor est associé à une légende urbaine Anglaise du XIXe siècle, Jack Talons-à-Ressort ou (Spring-Heeled Jack en VO), mal traduit par Jack l'Éventreur sur le journal de l'épisode 2, mais cette erreur est corrigée dans l'épisode 3. Mais contrairement au vrai Jack qui n'a commis aucun meurtre, le Raptor a fait plus de 6 victimes avant d'être expédié au Centre de Recherche des Anomalies. Dans cet épisode, il est plus petit et ne possède pas de protoplumes.

Épisode 4 :
- Insectes du futur et leur reine : Ils ressemblent à de gros scarabées se déplaçant en très grands groupes et dévorant chair et os. Ils sont aussi gros que le poing et leur reine fait environ 1 mètre de long. Ils sont capables de broyer des câbles électriques ainsi que du métal. Ils vivent peut-être dans des colonies souterraines et émergent pour trouver de quoi manger, à moins qu'ils ne vivent à la surface en permanence, ce qui est assez improbable vu les conditions météorologiques du futur.

Épisode 5 :
- Tyrannosaure : Avec une longueur de 13 mètres, une hauteur de 6 mètres pour un poids avoisinant les 5 tonnes, c'est l'un des plus gros dinosaures carnivores. Il possède une mâchoire surpuissante, capable de broyer une petite voiture. Il peut aussi courir jusqu'à 50 km/h. Il arrive dans le centre-ville et fait une dizaine de victimes avant d'être tué, c'est la première créature à apparaitre lors de la Convergence.
- Kaprosuchus : voir plus haut dans la saison 4. Cette fois-ci, il a ses deux défenses intactes contrairement à l'individu montré dans l'épisode 2 de la saison 4 auquel il manquait la moitié de sa défense droite.
- Anurognathus : voir plus haut dans la saison 1.
- Dinosaure arboricole : voir plus haut dans la saison 4.
- Vers géants : voir plus haut dans la saison 2. Dans cet épisode, on ne les distingue pas très bien et la brume dans laquelle ils sont est plutôt blanche alors qu'elle est jaune dans la saison 2.

Épisode 6 :
- Prédateurs du futur : Ils ressurgissent, mais ils ont subi une mutation. Ils sont nettement plus rapides (dans l'épisode 6 de la deuxième saison, un de ces prédateurs fait preuve d'une rapidité similaire lorsqu'il est dans le couloir avec Lester) et leur peau présente de sévères dégénérescences à cause des conditions de vie épouvantables sur une Terre stérile et sont les seules créatures capables de vivre en surface. Il semble aussi que leur structure sociale soit beaucoup plus lâche et ils n'hésitent pas à s'entretuer pour avoir une proie (dans cet épisode un prédateur arrache le bras de l'un de ses congénères et s'en sert pour le battre à mort). L'anomalie de Connor au CRA est bien trop petite pour que les prédateurs puissent la traverser, à moins qu'ils ne soient extrêmement souples…

## Commentaires
L'ancien personnage principal Nick Cutter (Douglas Henshall) étant tué dans l'épisode 3 de la troisième saison, le titre français de la série a été rebaptisé, Primeval : Les Portes du temps à partir de la quatrième saison.
Lors de la troisième saison, la production a lancé un concours de dessins de création de créature destiné aux téléspectateurs. Les Megopterans aperçus dans cette même saison sont issus du gagnant du concours.
Aux États-Unis, la première saison de la série a démarré le 9 août 2009.

## Série dérivée
Le 15 septembre 2011, la chaîne de télévision canadienne, Space, a annoncé la commande d'une série dérivée intitulée Les Portes du temps : Un nouveau monde (Primeval: New World) avec un début de tournage pour l'hiver 2011 à Vancouver et composée de treize épisodes et diffusée depuis le 29 octobre 2012 sur Space au Canada, ITV1 et Watch au Royaume-Uni ainsi qu'au début de 2013 sur Syfy aux États-Unis.
L'intrigue de la série aura le même univers que la version anglaise et poursuivra l'évolution de la mythologie instaurée. La production ajoute que divers éléments seront repris et certaines histoires auront une continuité en rapport avec les intrigues déjà développées dans la série originale.
Les rôles principaux sont interprétés par Sara Canning (Dylan Weir) et Niall Matter (Evan Cross), Andrew Lee Potts reprendra son rôle de Connor Temple lors de l'épisode pilote en tant qu'invité et les acteurs Miranda Frigon (Angelika Finch), Geoff Gustafson (Ken Leeds), Danny Rahim (Mac Rendell) et Crystal Lowe sont aussi annoncés à la distribution.